# Värmländska

Värmländska är de dialekter som talas i Värmland.

Värmländska är samlingsnamnet på de svenska dialekter som talas i Värmland, dels de regionala varianterna av riksspråket och dels de traditionella genuina folkmålen. Dialekterna i Värmland har påverkats från många olika håll, och landskapet är dialektgeografiskt ett av Sveriges mest komplicerade. Påverkan från västgötskan och norskan är stark, och under senare tid har dialekterna också påverkats av mellansvenska mål österifrån. De värmländska målen räknas dock vanligen till götamålen. Dialekterna i västra Västmanland och sydvästra Dalarna står också värmländskan nära. I Södra Finnskoga socken talas traditionellt inte värmländskt mål, utan norskt Solørmål. Gustaf Fröding och Fredrik August Dahlgren är kända för att ha skrivit på värmländska, liksom mer moderna författare som Torleif Styffe och Gunnar Ehne.

## Kännetecken
Värmländskans olika dialekter skiljer sig mycket från varandra; en person som pratar Karlstadmål kan exempelvis ha vissa problem att förstå en person från Ekshärad, och vice versa. Det språkliga inflytandet utifrån kommer från flera olika håll och har trängt långt in i landskapet, vilket gör att Värmlands dialektgränser löper i ett virrvarr kors och tvärs genom landskapet. Den värmländska satsmelodin går generellt sett upp i ton i slutet av ord på samma sätt som i östnorska och västgötska dialekter, men detta gäller inte alla dialekter, utan i nordöstvärmländska dialekter som Hagforsmålet går man i stället ned i ton.

### Uttal
Ett gemensamt drag för de värmländska dialekterna är ändelseförsvagning. I södra Värmland försvagas ändelsevokaler till -e, t.ex. vänte ('vänta'), häster ('hästar') och tiggere ('tiggare'). Norr om en gränslinje ungefär mellan Bogens socken över Östra Ämterviks socken till Filipstad faller ändelsevokalerna i stället bort helt, så kallad apokope, och lämnar en cirkumflex ("tvåtoppig") accent på föregående vokal: brööt ('brutit'), kaast ('kasta', 'kastat', 'kastade') och taak ('taket'). Svenskans tionde vokal, ett ljud mellan ö och å som vanligen stavas ô, förekommer ymnigt i värmländska dialekter, t.ex. i fôlk ('folk'), spôr ('spår') och slô ('slå'). I västra och norra Värmland förekommer även ett fonem mellan detta ljud och u, som vanligen stavas û, i gûbbe, bûrk ('burk') och hûl ('hål').
Även i de västligaste delarna av Värmland, där språkpåverkan från Norge har varit stark, finns gamla diftonger kvar, i ord som stein ('sten'), ôuge ('öga') och grôut ('gröt'). Den gamla diftongen öy finns i sydvästra Värmland bara kvar framför rd och rt, i t.ex. hôurde ('hörde') och tjôurt ('kört'). Ett annat drag där påverkan från Norge märks tydligt är det nordvästliga område från Östra Silen i söder mot Gustav Adolfs socken i norr, där uttalet av o i likhet med i norskan drar mot u, t.ex. i snu ('sno'), bru ('bro') och bu ('bod'). Ytterligare västnordiska drag i västra Värmland är adjektivändelsen -ete i ord som krokete ('krokig'), övergångarna rn → nn i ord som bjönn ('björn'), nt → tt i itte ('inte'), nk → kk i t.ex. sjokk(e) ('sjunka'), samt ä-ljud i verbet färe ('fara'). I delar av norra och västra Värmland sker också förmjukning av g och k framför främre vokaler, så att ett ord som 'dike' uttalas ditje eller ditji. I hela landskapet motsvaras rikssvenskt rd av tjockt l, liksom i många andra dialekter (t.ex. gål, 'gård', och jola, 'jorden').
I stora delar av södra och östra Värmland uttalas r på samma sätt som i Västergötland (enligt den så kallade götaregeln). Inom ungefär samma område förekommer också bakre sje-ljud, medan främre sje-ljud är det vanliga i övriga Värmland. I hela landskapet förekommer de götiska övergångarna i → e och y → ö; 'fisk' och 'syster' uttalas alltså som fesk och söster. I och y kvarstår dock oftare i öster än i väster. Ett annat götiskt drag i hela landskapet är lång vokal i ord som môse/môôs ('mosse/mossa'), bek ('beck') och bôr ('borr'). I sydväst förekommer också västgötska uttal som harre ('herre'), bökser ('byxor'), samt bevarat fog-e i ord som tannevark ('tandvärk) och tjörketorn ('kyrktorn'). 

### Grammatik
Värmländskan har bevarat skillnaden mellan genusen maskulinum, femininum och neutrum. Feminina grammatiska former tenderar att vara n-lösa, vilket skiljer dem från de maskulina n-formerna (och de neutrala t-formerna). Exempel från Karlskogamålet inkluderar mi mamma, e moster och tjärringa (femininum) i motsats till min ti, en mugg och gubben (maskulinum).  Ett neutralt substantiv som hus heter i bestämd form huse i söder och hus/huus i norr; i Visnums härad längst i sydöst heter det huset, liksom i Västergötland. Maskulina, feminina och neutrala substantiv omtalas med pronomenen han, ho (aldrig 'den') respektive dä. I plural görs i regel ingen skillnad mellan maskulinum och femininum. 'Mattorna' och 'stolarna' heter i södra Värmland mattera och stolera, och i norr mattan och stolan. I västra Värmland görs det dock skillnad mellan ändelserna, så att det heter mattene/mattera men stolane. Neutrer som 'husen' och 'ögonen' får i nästan hela landskapet ändelsen -a (husa, öga), utom ett litet område i norr, där det heter husan och ögan.
Perfekt- och supinumformer av starka verb bildas, liksom i andra götamål, vanligen till verbets preteritumstam. 'Skrika, skrek, skrikit' heter alltså skrike/skriik, skrek, skreke/skreek och 'bryta, bröt, bruten' heter bryte/bryyt, bröt, bröten. Preteritum konjunktiv-former som finge, ginge och toge är vanliga, speciellt i västra Värmland.
Genitivböjning av substantiv är ovanligt jämfört med rikssvenskan; vanligen används prepositioner för att uttrycka ägande, t.ex. hammern ôt gûbben ('gubbens hammare') och dôrra te huse ('husets dörr'). Genitivformer av namn på -s får ett tillagt -es, till exempel Larses gål ('Lars' gård') och Månses kärring ('Måns' hustru'). Possessiva pronomen placeras ofta efter sitt huvudord, t.ex. dotera mi ('min dotter') och huse hanses ('hans hus'); detta är särskilt vanligt i norra Värmland.

## Exempel på ord och uttryck
| Värmländska           | Standardsvenska                                | Exempel                                                                                            |
| --------------------- | ---------------------------------------------- | -------------------------------------------------------------------------------------------------- |
| bibla                 | bibeln                                         | |
| boa, bua              | boden, butiken                                 | |
| brynnbär              | hallon                                         | |
| bätter                | bättre                                         | Bätter sent än alri'. ("Bättre sent än aldrig.")                                                   |
| bôtte                 | knuffa                                         | |
| di, dôm               | de, dem                                        | |
| ditji                 | dike (nordvärmländskt)                         | Dässa vian rinn ôpp sä fort bålmä ditji. ("de där videtelningarna växer upp så fort längs diket.") |
| dret                  | skit                                           | Vekke dretvär dä va ida. ("Vilket skitväder det var idag.")                                        |
| drämme                | slå                                            | |
| feschli               | finkänslig, feg, kraftlös                      | |
| fesk                  | fisk                                           | |
| fôggel                | fågel                                          | |
| fôlk                  | folk                                           | |
| fôll                  | väl                                            | |
| gôbbi                 | grinig, jobbig                                 | |
| glingt, glint         | halt                                           | |
| glôpen                | glupsk                                         | |
| gôr                   | jätte-, skit-, lera, skit                      | Gôrbra! ("Jättebra!", "skitbra!")                                                                  |
| gôtt                  | gott, härligt, "gött"                          | |
| hanses/hass           | hans (som i hennes)                            | |
| hant/hônt, hô         | vad                                            | |
| harta/härta           | hälften                                        | |
| hy                    | hö (nordligt)                                  | Hy mett 'a vûrt gûrt. ("Mitt hö har blivit gult.")                                                 |
| håkken                | vem                                            | maskulint. Feminint: "håkka". Plural även "håkker"                                                 |
| händi                 | händig (om en speciell person), knäpp, konstig | Han ä att bra händi, den där pajasen. ("Han är allt bra händig, den där pajasen.")                 |
| hômmen                | honom                                          | |
| hôser                 | byxor                                          | |
| hôss/hôlls/vass/valls | hur/huruledes                                  | |
| hôvve/huvv            | huvud                                          | |
| môra                  | morgon                                         | |
| joläppel, joôppel     | potatis                                        | |
| jämt                  | bara, nyss, just                               | Vi har jämt stängt.                                                                                |
| Kallsta               | Karlstad                                       | |
| kop                   | tok, stolle, dumbom, fåne                      | höss är'e för en kop (Vem är det där, som är så tokig)                                             |
| körka                 | kyrkan                                         | |
| kôrv mä brö           | korv med bröd                                  | |
| kröser                | lingon                                         | |
| lanne/länne           | trädgårdsland                                  | |
| liggnas/liggnes       | liggande                                       | |
| motgeft/grösel        | växel/småpengar                                | |
| möe/mykk/myttjy       | mycket                                         | |
| môlter                | hjortron                                       | |
| nôe, nôa/nôgger       | något, några                                   | |
| pôjk                  | pojke, "pojk"                                  | |
| pôjkera/pôjkan        | pojkarna                                       | Ha du träffe pôjkera? (Har du träffat pojkarna?)                                                   |
| sia                   | sidan                                          | På annre sia. ("På andra sidan.")                                                                  |
| skôft                 | fågelstjärt                                    | |
| stri                  | tjata, prata mycket                            | Gu, va han strir! ("Gud, va' han pratar!")                                                         |
| stôlli, stôllete      | galen, "stollig"                               | Ho ä stôllet, ho'! ("Hon är galen, hon!")                                                          |
| svang                 | hungrig                                        | |
| svämn                 | sömn                                           | Jä kunn int fäst svämn på öga. ("Jag kunde inte få en blund i ögonen.")                            |
| svôlten               | hungrig                                        | |
| sômmel/sômma          | somliga                                        | |
| te                    | till                                           | Ve ska te Fensbol. ("Vi ska till Fensbol.")                                                        |
| tia                   | tiden                                          | Tia står still. ("Tiden står still.")                                                              |
| tocken där            | sådan där                                      | Dä ä e tocka där ap'. ("Det är en sådan där apa.")                                                 |
| torver                | åskväder                                       | |
| trälig                | jobbig, tråkig                                 | Dä ä gôrträligt vär ut'. ("Det är jättetråkigt väder ute.")                                        |
| töle                  | prata, tjata                                   | |
| tölit                 | tråkigt, jobbigt, tjatigt                      | Dä ä sô tölit å vänt'. ("Det är så tråkigt att vänta.")                                            |
| tös                   | flicka                                         | Dä va e fin tös! ("Det var en fin flicka!")                                                        |
| vesslegut             | liten pojke                                    | |
| vämmelmagi            | känslig                                        | |
| vär                   | väder                                          | Tocket fint vär dä ä ut'! ("Vilket fint väder det är ute!")                                        |
| änn                   | utan                                           | Hann kunne ju inte säjje att dä va pulsit när dä snöga, änn hann sa att dä va sôrvit.              |
| ôt'en                 | åt honom                                       | Dä va rätt ôt'en! ("Det var rätt åt honom!")                                                       |
| ôt'a                  | åt henne                                       | Dä va rätt ôt'a! ("Det var rätt åt henne!")                                                        |